# Somova
Somova – wieś w Rumunii, w okręgu Tulcza, w gminie Somova. W 2011 roku liczyła 2141 mieszkańców.